# Isaac Abravanel

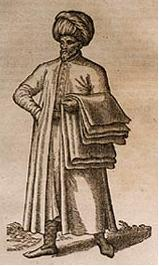
En avbildning av Isaac Abravanel.

Juda ben Isaac Abravanel, född 1437 i Lissabon, död 1508 i Venedig, lärd jude som kom från en förnäm släkt. Han var far till Judah Abrabanel.
Isaac Abravanel hade länge ett ämbete vid hovet hos Alfonso V i Portugal medan han samtidigt arbetade med statsangelägenheter och bedrev teologiska studier. När han hamnade i onåd hos kungens efterträdare flydde han till Spanien där han blev finansminister hos Ferdinand den katolske.
När judarna fördrevs ut ur Spanien 1492 begav han sig först till Neapel och flackade sedan omkring.
Bland hans många värdefulla skrifter kan nämnas Exegeser till pentateuken och Daniels bok samt kommentarer till Talmud och Maimonides men även som undersökningar rörande kabbala.